# Síndrome de Kessler

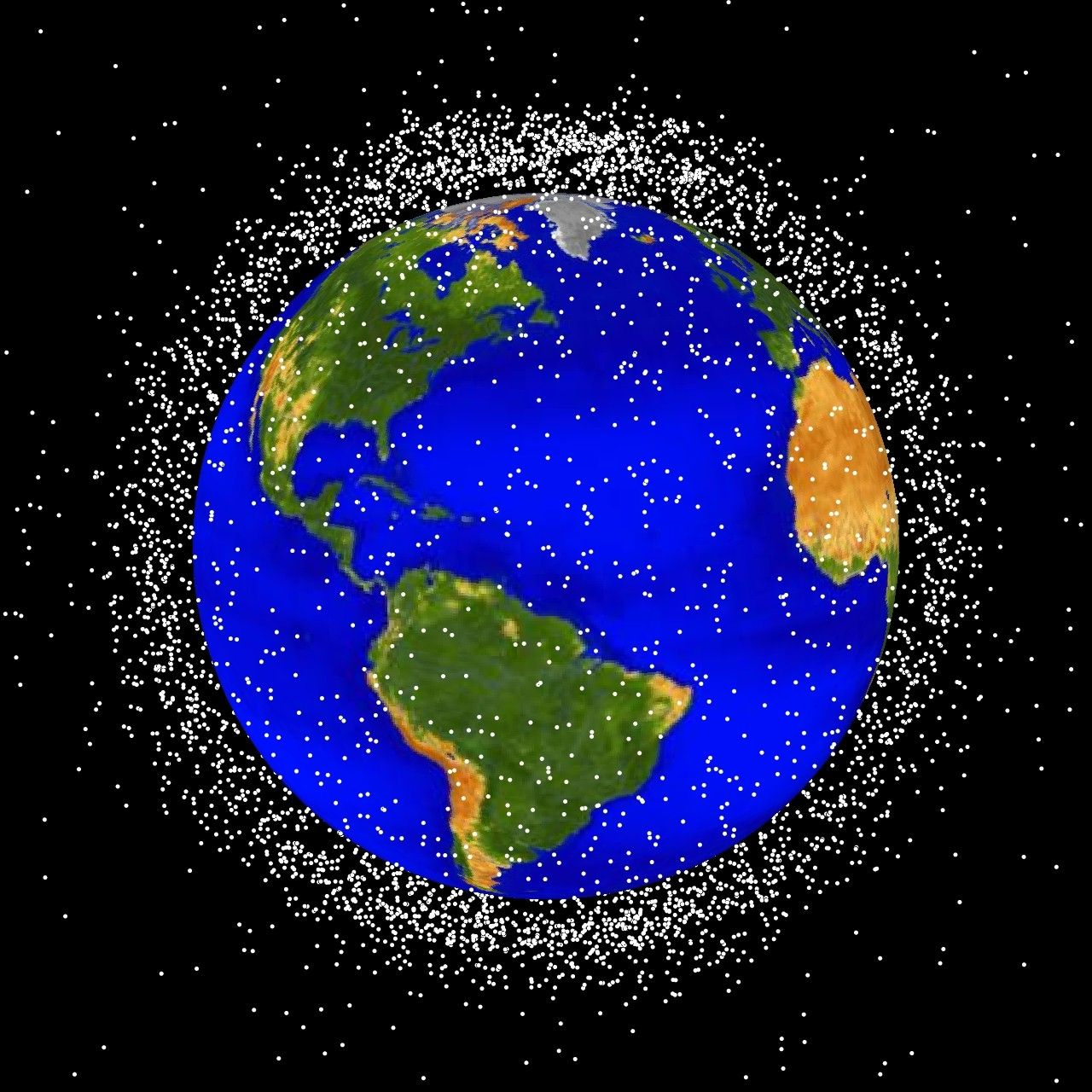
Concentração de objetos espaciais conhecidos em órbita próxima à Terra

A síndrome de Kessler ou efeito Kessler proposta por um consultor da NASA, Donald J. Kessler é um conjunto de características inseridas desordenadamente no meio ambiente espacial cuja tendência é resultar num efeito de colisões e reações em cadeia envolvendo os satelites e outros objetos em órbita ao redor do planeta.

## O efeito
A síndrome de Kessler propõe que o volume de detritos espaciais na órbita terrestre baixa é tão grande nos dias de hoje que os objetos colocados em órbitas são frequentemente atingidos por esses, criando assim outros detritos e um maior risco de futuros impactos. A implicação desse cenário é que a crescente quantidade de detritos em órbita pode evoluir até afetar a exploração espacial, e até mesmo o uso de satélites, inviabilizando futuros lançamentos por várias gerações.
Da concentração de objetos espaciais em órbita próxima à Terra, uma parte tem por destino o reingresso na atmosfera e outra colide entre si, aumentando progressivamente o número de objetos não catalogados.